# Archeologia post-processuale
L'archeologia post-processuale, a volte alternativamente indicata come archeologia interpretativa da coloro che vi aderiscono, è un insieme di approcci che enfatizzano la soggettività delle interpretazioni archeologiche. Il post-processualismo è costituito da "molti diversi filoni di pensiero fusi insieme in un libero gruppo di tradizioni.